# 社会角色
社會角色（英語：Social role）指個人在社會關係位置上的行為模式。它規定一個人活動的特定範圍和與人的地位相適應的權利義務與行為規範，是社會對一個處於特定地位的人的行為期待。

## 基本概念
角色理论是社会学的基本理论之一。
- 最早系统运用这个概念的是芝加哥学派。米德使用此概念旨在说明在人们的交往中可以预见的互动行为模式以及说明个人与社会的关系，他认为角色在互动过程中形成，角色表演并没有一个先定的剧本，文化只能为角色表演规定大致的范围。这些思想后来与符号互动论融为一体。林顿被很多人认为对角色理论有极大的贡献。他认为角色是「在任何特定场合作为文化构成部分提供给行为者的一组规范。」他区分了角色和地位。
- 今天我们可以把社会角色认为是人们对特定身份的人的行为期望。也就是说，人们为某一种身份的人都设置了一整套的有关权利和义务的规范及行为的模式。「当官不为民做主，不如回家卖红薯」，也便是社会大众对官员身份的期望，官员的角色也就被进行了如此的设置。
- 角色是社会群体或社会组织的基础。实际上，组成公司这个组织的不是张三或李四具体的人，而是老板、董事长、经理、销售经理、项目经理、雇员这些角色，角色构成了社會組織，具体的个人则扮演某一角色。如果失去了这些角色，这个组织也便解体或者变质。
- 在社會組織系統分工而言，角色定義了每個在特定崗位者之技能和工作產品職責。軟體工程師就是角色的一個例子。[1]
- 「角色丛」：一个人在社会上不是只扮演一种角色，一位女士，在家里可能是妻子和妈妈或者女儿，她又可能是公司的职员，是她同学的朋友，乘出租她是乘客，在超市里是顾客，她还是选民。另一方面她又要同她的丈夫、女儿、妈妈、老板、同学，同出租车司机、超市服务生等人打交道。角色被编织成网，形成角色丛。

## 社会角色的类型
1. 从人们获得角色的方式区分为先赋角色和自获角色。
2. 从人们承担社会角色时的心理状态分为自觉的角色和不自觉的角色。
3. 从社会角色规范化程度上分为规定性角色和开放性角色。
4. 从社会角色追求的目标分功利性角色和表现性角色。

## 社会角色的扮演
一个地位及其附着的角色绝不是这个人本身，尽管一个角色占据一个人生活的部分，但绝非全部，然而对于在这一特定范围内（所处地位决定的范围）发生相互行为的另一方而言，己方总是被期待相应的行为（该角色被期待的行为）。从这种意义上讲，角色即是一个人在某种场合，扮演相应的理想状态，值得注意的是，这并非欺骗，而是指扮演符合地位的角色，做出被期待的行为。

## 社会角色的失调
- 角色冲突